# Адам Харт-Девіс
Адам Джон Гарт-Девіс (нар. 4 липня 1943) — англійський вчений, письменник, фотограф, історик і телеведучий. Серед праць — довідник "History: The Definitive Visual Guide", в останній едиції якого (Dorling Kindersley, 2023) транслює історію українських земель і сучасної України в дусі російської пропаганди: автор називає Київську Русь «частиною історії Росії», князя Володимира Великого — «принцом Владіміром», а російську війну проти України — «спеціальною воєнною операцією».